# Aeródromo de Guamúchil
El Aeródromo de Guamúchil (Código OACI: MM39 – Código DGAC: GCH) es un pequeño campo de aviación ubicado al sur de la ciudad de Guamúchil y operado por el ayuntamiento de la misma. Tiene una pista de aterrizaje asfaltada de 1,016 metros de largo y 20 metros de ancho así como una plataforma de aviación de 1,200 metros cuadrados y 51 hangares paralelos a la pista.
El aeródromo se mantuvo inoperativo desde 2007 hasta 2017 y actualmente solo opera servicios de aviación general, aunque está abierta la posibilidad de operar rutas comerciales a Baja California Sur por parte de Calafia Airlines. El aeródromo es vigilado por elementos del 42 Batallón de Infantería para garantizar la seguridad de las aeronaves y el personal.
En la cultura popular es mencionado en un corrido por parte del cantautor Régulo Caro a dueto con William Ortiz, en dicho corrido se habla de las actividades de narcotráfico por parte de pilotos de Guamúchil.